# Planaltos Cazaques

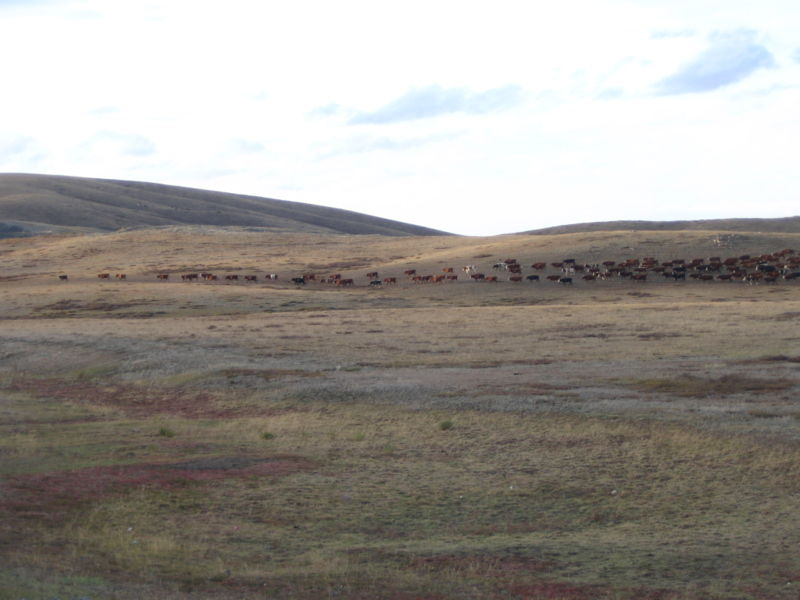
Planaltos Cazaques

Os Planaltos Cazaques (Cazaque: Сарыарқа – «faixa amarela»), também conhecidos como a Crista Cazaque, formam uma grande peneplanície, formação que se estende até às regiões centrais e orientais do Cazaquistão. Esta zona consiste de montanhas baixas e planícies elevadas, e contém grandes depósitos de carvão mineral no norte e cobre no sul. Raras espécies, assim como o guepardo-asiático, ainda vivem no meio da região. Diversas cidades notáveis, incluindo a capital do país, Astana, são localizadas aqui.
Parte dos Planaltos Cazaques está incluída no Saryarka – Estepes e Lagos do Cazaquistão Setentrional, que são Patrimônio da Humanidade.